# Bruno Kouamé
Bruno Kouamé, né 16 décembre 1927 et mort 17 mai 2021, est un évêque catholique romain ivoirien.

## Biographie
Bruno Kouamé, est né en Côte d'Ivoire et est ordonné prêtre en 1956. Il entre au séminaire des garçons de Bingerville en 1943 et étudie à partir de 1949 la philosophie et la théologie au séminaire de Ouidah au Bénin. Le 8 juillet 1956, à l'âge de 28 ans, il est ordonné prêtre.
De 1956 à 1959, il travaille dans la pastorale et comme professeur de religion à Bouaké. En 1959, à la demande de son évêque, il fonde le séminaire diocésain qu'il dirige pendant 10 ans. À partir de 1970, il étudie la théologie à l'Institut catholique de Paris et à la Sorbonne. Dans le diocèse de Bouaké, il devient vicaire général mais également professeur d'anglais et conseiller spirituel des prêtres ivoiriens. 
Le pape Jean-Paul II le nomme évêque d'Abengourou le 26 mars 1981, après la mort de ses deux prédécesseurs à deux ans d'intervalle, respectivement âgés de 51 et 42 ans. L' archevêque d'Abidjan, Bernard Yago, l' ordonne évêque à Abengourou le 31 mai de la même année ; Les co-consécrateurs étaient Justo Mullor García, nonce apostolique en Côte d'Ivoire et pro-nonce apostolique au Burkina Faso et au Niger, et Lucien Monsi-Agboka, évêque d' Abomey.
Le 21 novembre 2003, le pape Jean-Paul II acceptait sa démission en raison de son âge. et devient évêque émérite. Bruno Kouamé meurt le 17 mai 2021 à Bouaké à l'âge de 93 ans,.